# نبات الجمبري
نبات الجمبري، (باللاتينية: Shrimp)، (الاسم العلمي: Justicia brandegeana)، هو نبات ينتمي إلى أقنتية
(فصيلة: Acanthaceae).

## وصف
عبارة عن شجيرة كثيفة
دائمة الخضرة يصل ارتفاعها إلى 100 سم ،(39 بوصة) وعرضها 60-90 سم ،(24-35 بوصة).
ناعمة الأوراق متنوعة وعادة ما تنمو في  مجموعات على الفروع.
وعندما يتلقى النبات مزيدًا من أشعة الشمس ، تزيد كمية اللون الأبيض الكريمي على الأوراق المرقطة ، والعكس صحيح، تنبثق الأزهار من الكسور التي تتشكل من السيقان.
تبدأ الكتل بيضاء ، ومع المزيد من التعرض لأشعة الشمس فإنها تتحول في أي مكان من اللون الوردي الباهت إلى سمك السلمون العميق.
تستمر سلسلتة في النمو حتى تسقط في معظم الحالات .
يمكن أن تنمو السلاسل في أي مكان من بضع بوصات إلى قدم تقريبًا.
الزهور تنبثق من بركتس ،عادة ما تكون طويلة ورفيعة وبيضاء مع حلق كستنائي مرقط

## زراعة
يزدهر نبات الجمبري في الظل في المناطق الاستوائية. يعمل بشكل أفضل في التربة الرملية أو الطينية جيدة التصريف ، ولكنه عمومًا منخفض الصيانة ويتحمل الجفاف. نظرًا لأنه لا يحب درجات الحرارة التي تقل عن 7 درجات مئوية (45 درجة فهرنهايت) ، فمن الأفضل زراعته تحت الزجاج في المناطق المعتدلة الباردة ، حيث يكون ممتازًا كنبات منزلي محفوظ بوعاء ، نظرًا لقدرته على تحمل الإضاءة المنخفضة وبعض الإهمال. الإخصاب غير مطلوب.
الشكل طويل وعميق بشكل عام. إذا تم تقليمه بانتظام ، يمكن أن يحافظ على عادة كثيفة ولن يحتاج إلى دعم. إذا سمح للفروع بالنمو لفترة طويلة ، فإنها ستصبح غير قادرة على دعم نفسها وترهل نحو الأرض.
تتوفر العديد من الأصناف ، بألوان زهرية مختلفة ، بما في ذلك الأصفر والوردي والأحمر الداكن القرميدي.
يمكن أن تتكاثر بواسطة قصاصات الساق.
حاز هذا النبات على جائزة تقدير الحدائق من الجمعية الملكية البستانية.
فيما يتعلق بالصيانة ، إذا لم يتم تقليمة جيدًا ، يمكن أن تصبح شجيرة فوضوية. أيضا ، إذا تركت وحدها يمكن أن تنمو أكثر من 24 بوصة. لذلك يتطلب القص مرة أخرى سنويًا إذا كان سيحافظ على شكله ويحتفظ بالحجم المرغوب. من المتوقع أن تستمر هذه الشجيرة لمدة 10 إلى 20 عامًا.

## الآفات والامراض
- سوس العنكبوت والذباب الأبيض :

هو مشكلة تعفن جذور الديدان الخيطية
- الأمراض الفطرية: هي التي تسبب تسوس وتعفن الجذور وموت النبات المبكر. قد يصيب التبقع على الأوراق الفطرية أو الصدأ النباتات.

## معرض صور

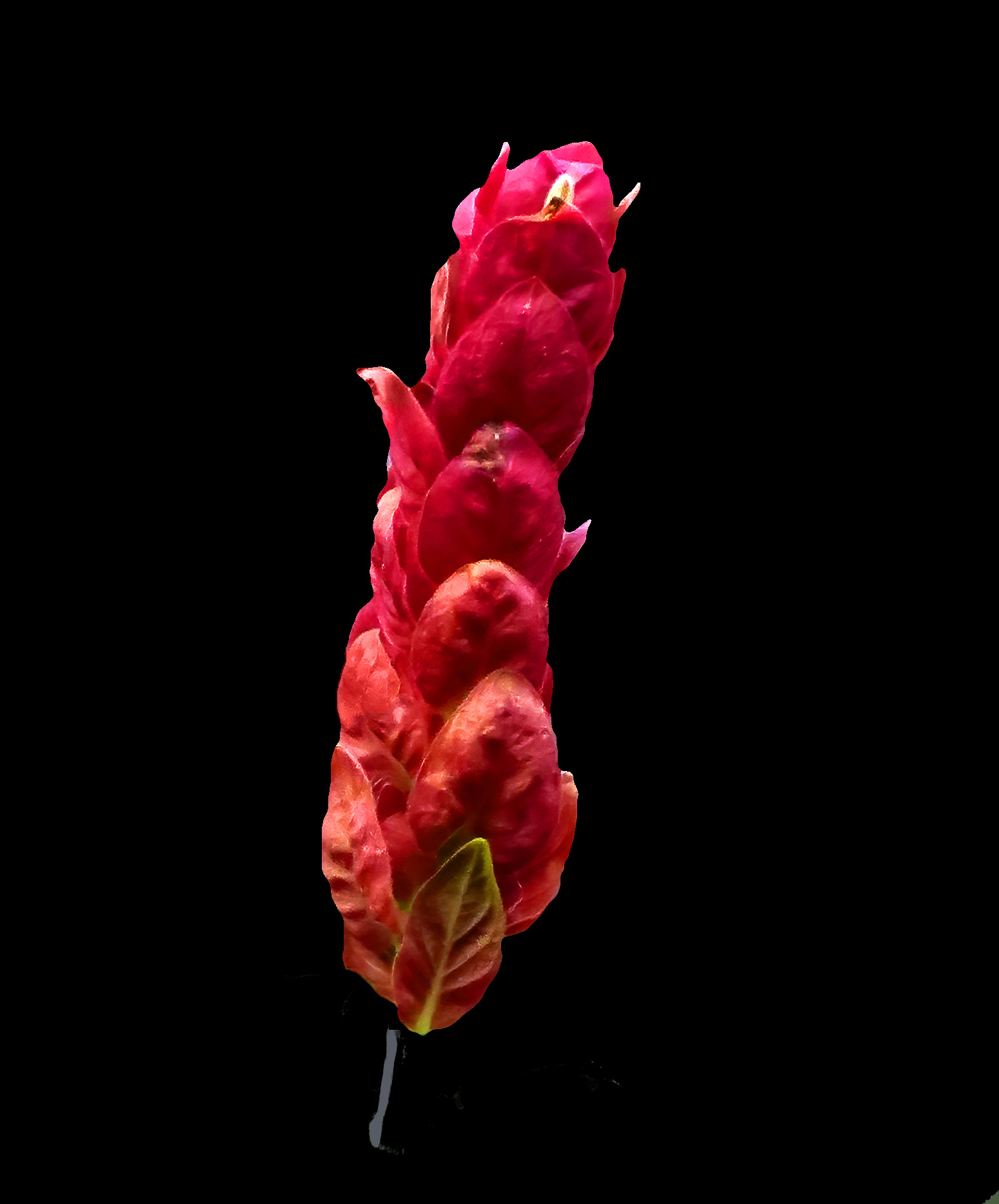
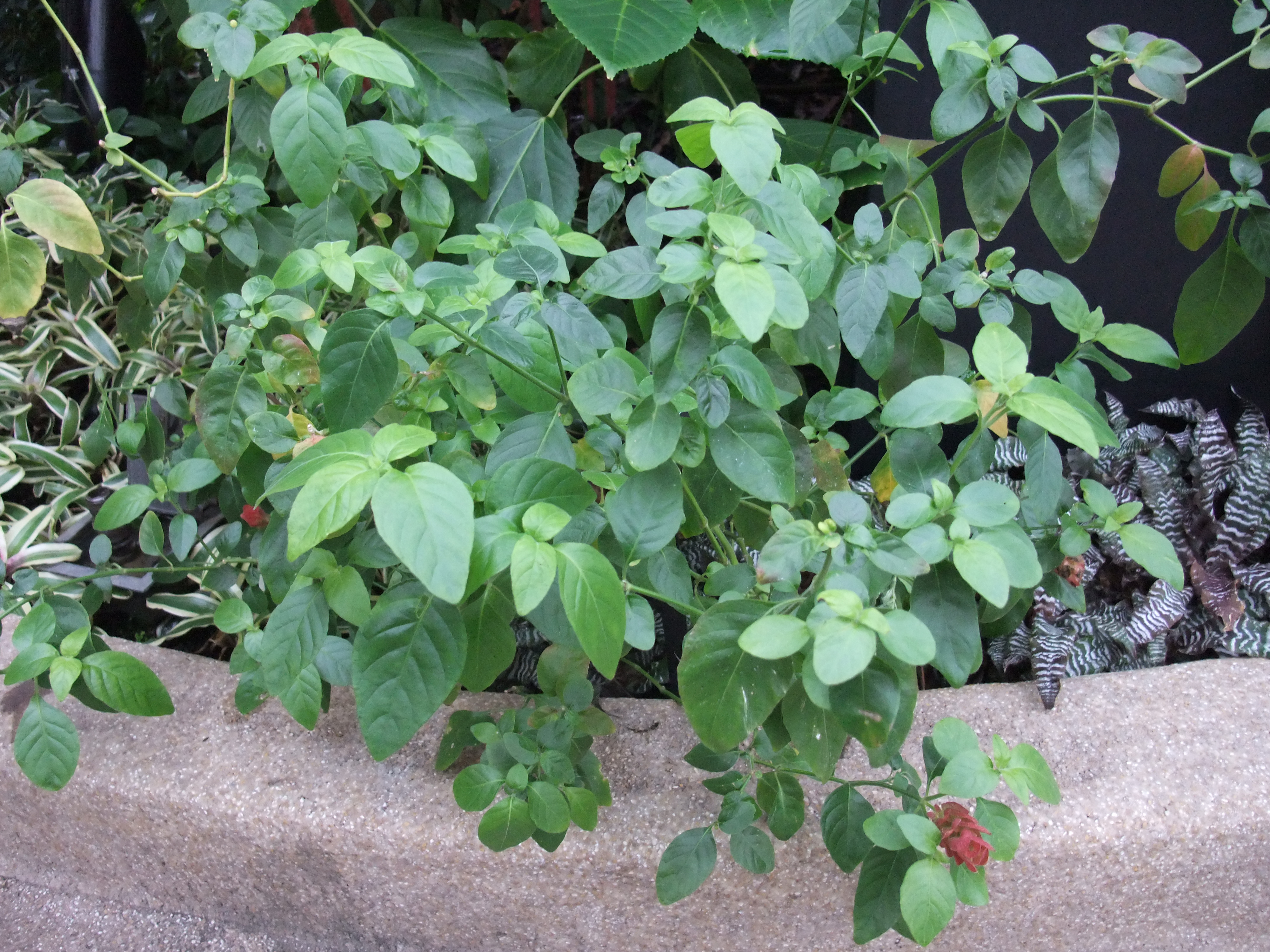
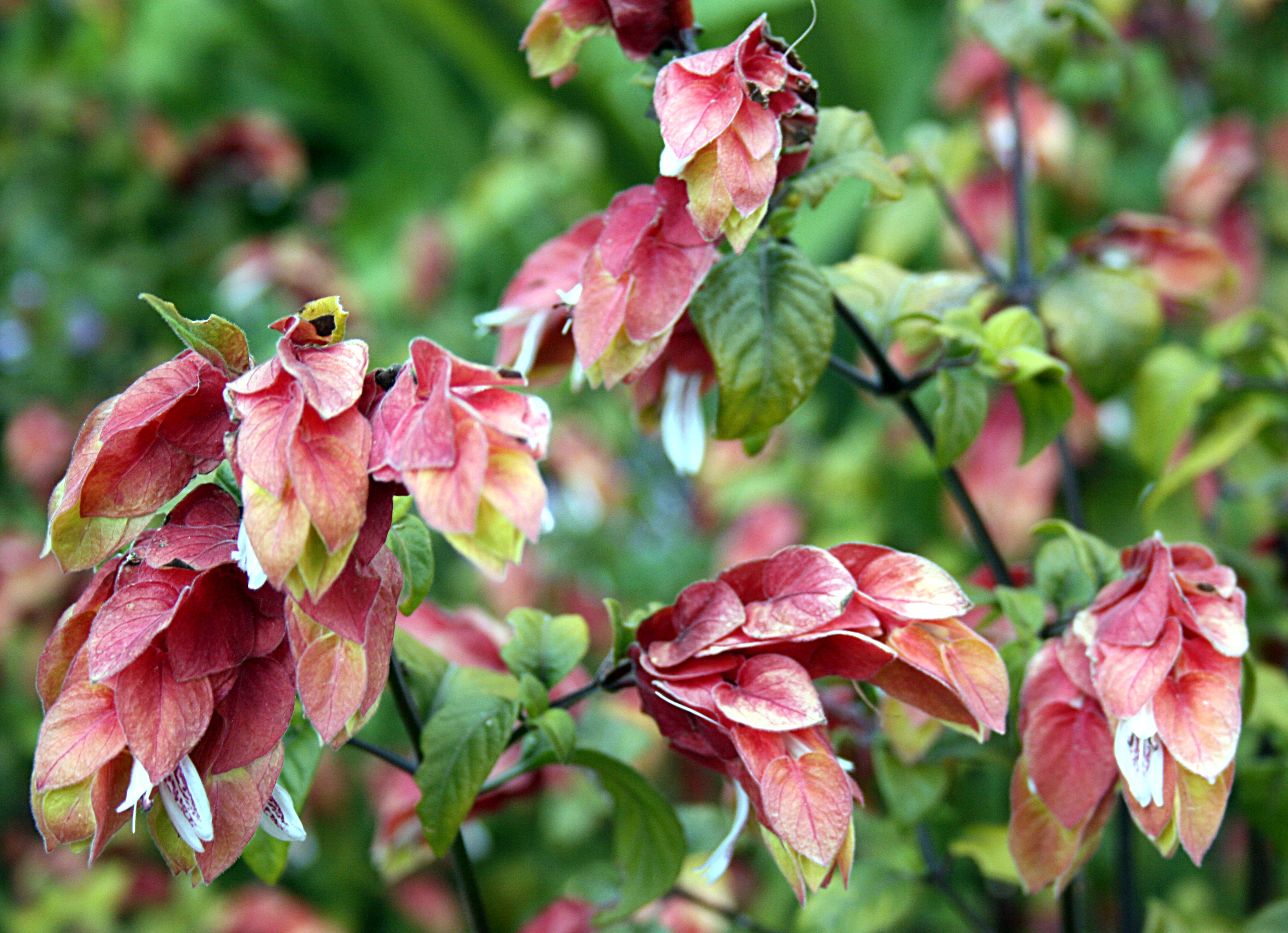
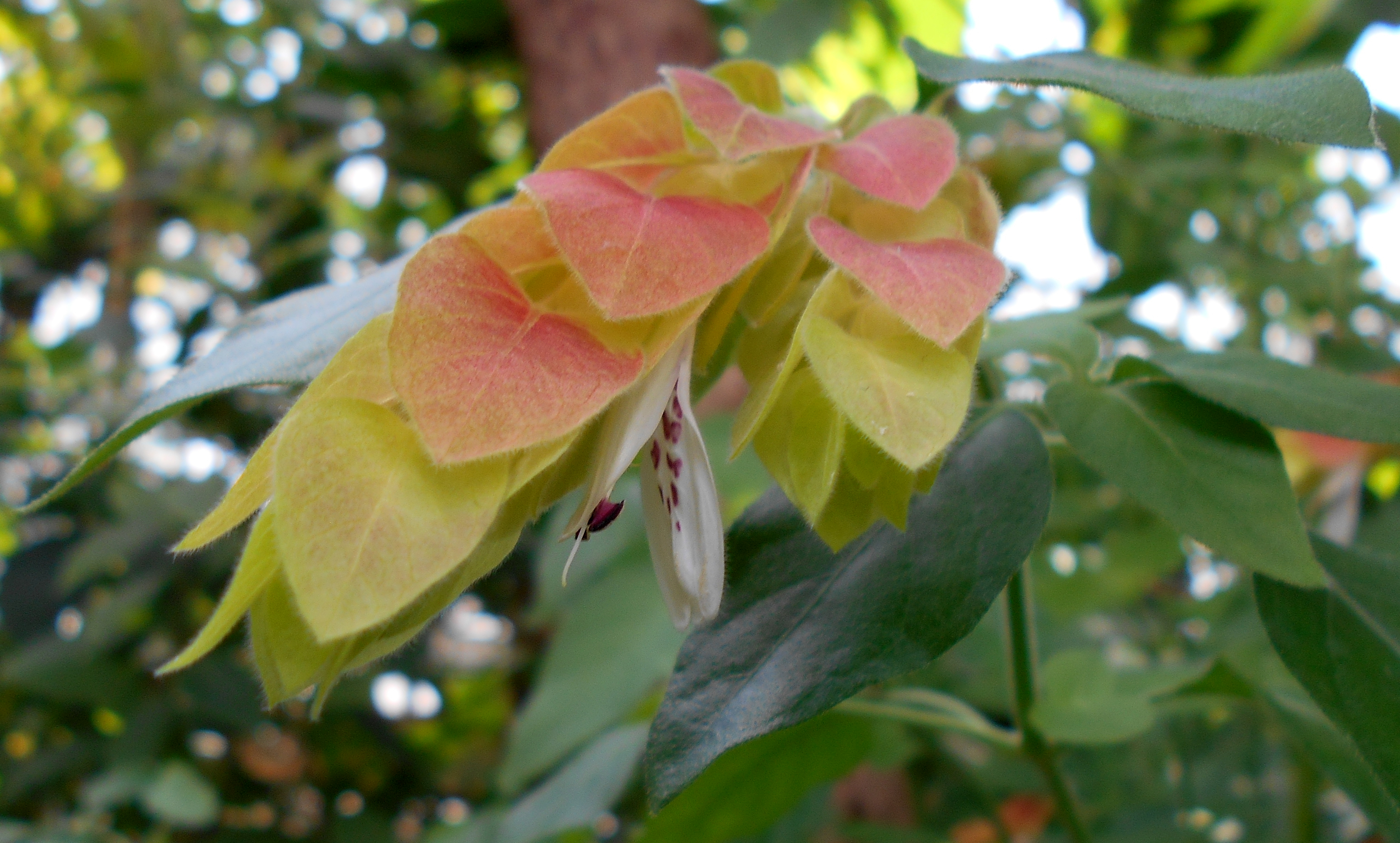